# Helicia vestita
Helicia vestita är en tvåhjärtbladig växtart som beskrevs av William Wright Smith. Helicia vestita ingår i släktet Helicia och familjen Proteaceae. Utöver nominatformen finns också underarten H. v. longipes.